# 알렉스 볼리외마르샹
알렉스 볼리외마르샹(프랑스어: Alex Beaulieu-Marchand, 1994년 3월 3일~)은 캐나다의 프리스타일 스키 선수로 주 종목은 슬로프스타일과 빅에어이다. 그는 2018년 동계 올림픽에서 남자 슬로프스타일 동메달을 획득했으며 세계 선수권 대회에서 동메달 1개를 획득했다.